# Fyodor Smolov
Fyodor Mikhailovich Smolov - em russo, Фёдор Михайлович Смолов - (Saratov, 9 de fevereiro de 1990) é um futebolista russo que atua como centroavante. Atualmente está sem clube.

## Carreira

### Dínamo Moscou
Fyodor Smolov se profissionalizou no Dínamo Moscou, em 2007. 

### Lokomotiv Moskva
Fyodor Smolov se transferiu para o Lokomotiv Moskva, em 2018.

## Títulos
Lokomotiv Moscou
- Copa da Rússia: 2018–19
- Supercopa da Rússia: 2019